# Julia Greville
Julia Greville (n. 18 februarie 1979, Perth, Australia de Vest, Australia) este o înotătoare australiană, medaliată olimpică. A participat la o ediție a Jocurilor Olimpice (1996) în care a câștigat două medalii de bronz.